# Paula Koivuniemi

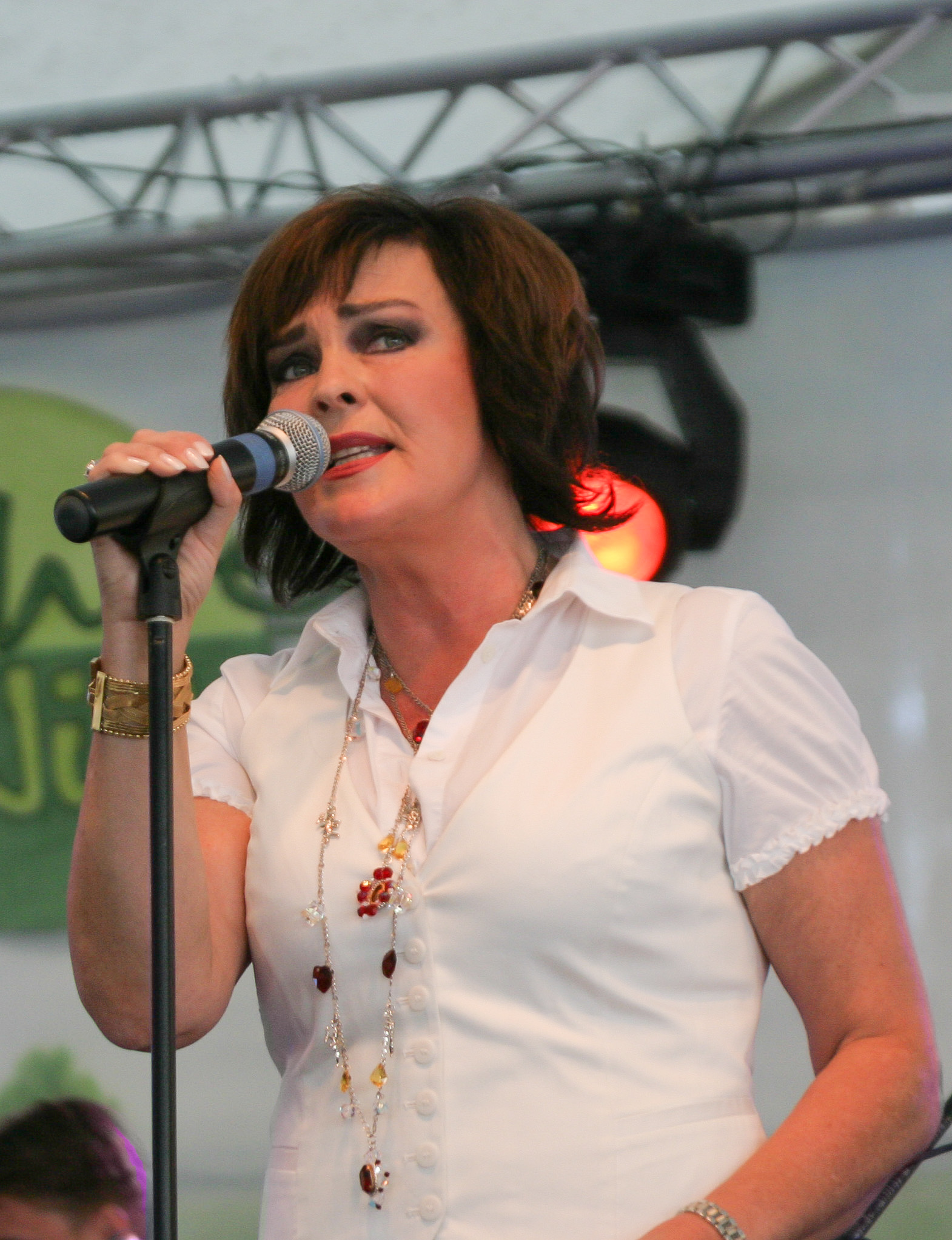
Paula Koivuniemi (2006)

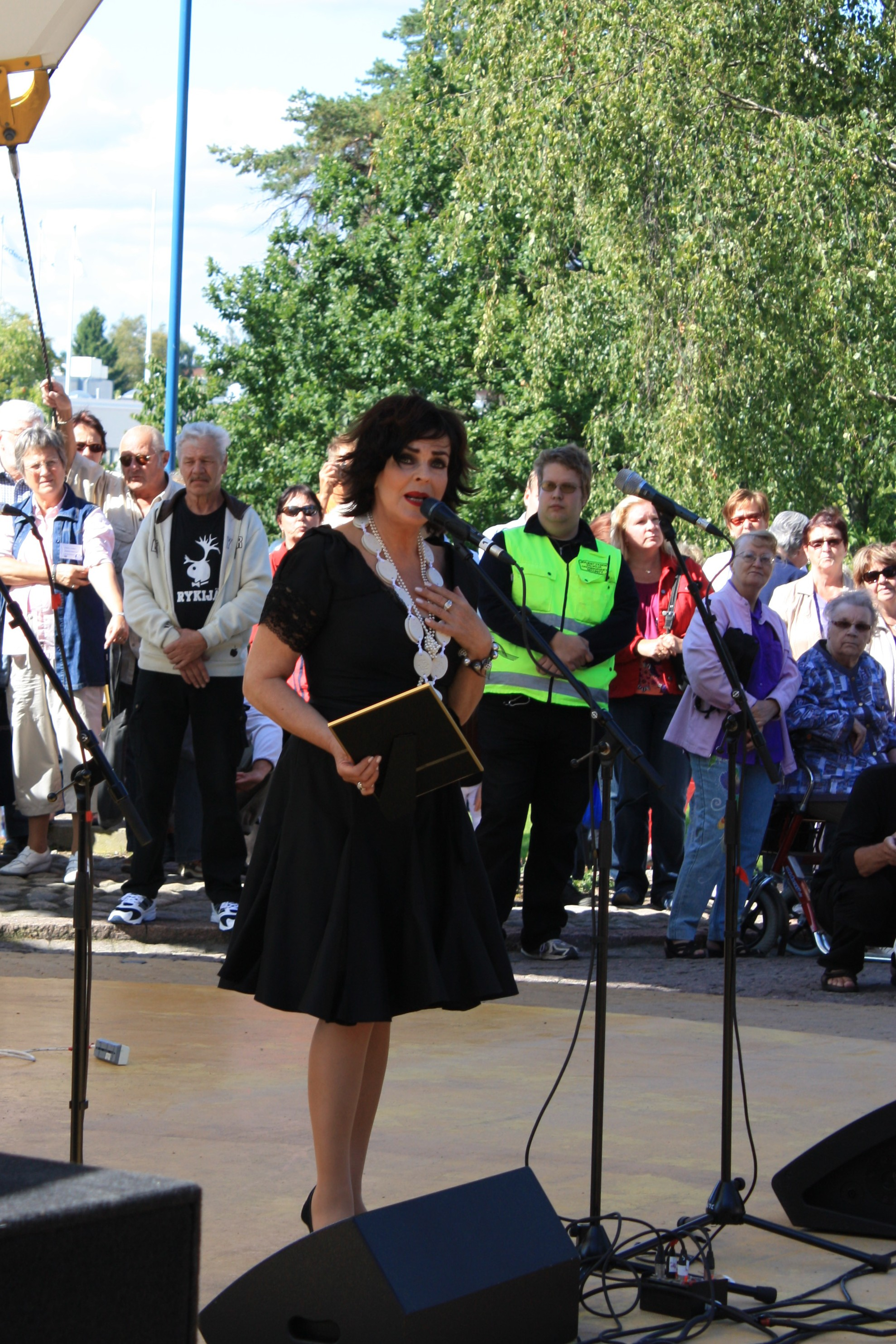
Paula Koivuniemi, 2009

Paula Kristiina Koivuniemi (früher Lehti, * 19. Juni 1947 in Seinäjoki) ist eine finnische Popsängerin.

## Leben
Paula Koivuniemi hatte schon früh Interesse an Musik. Ihr Vater Mauri Koivuniemi war ein Tanzmusiker, und Paula hat ihn oft bei Konzerten begleitet.

## 1960er bis 1990er Jahre
Ihre Karriere begann in den 1960er Jahren, als der Plattenproduzent Toivo Kärki ihren Tango Perhonen (1966) veröffentlichte. Das Lied wurde ein Erfolg, ebenso wie die späteren Produktionen Jos helmiä kyyneleet ois (1968), Aigeianmeren laulu (1970) und Jos konduktöörin nait (1972).
In den 1970er Jahren kam Paula Koivuniemis Karriere nicht voran. Sie sang Bubblegum und Soul, aber keines der Lieder war erfolgreich. Erst Ende des Jahrzehnts, mit Hilfe des Plattenproduzenten Jori Sivonen, fand sie ihren eigenen Stil und hatte mit Kapteeni Aika und Sua vasten aina painautuisin (1978) zwei große Hits.
Anfang der 1980er Jahre kam Paula Koivuniemi dem Produzenten Esa Nieminen in Kontakt, mit dem sie jahrzehntelang zusammenarbeitete. Das im Jahre 1980 veröffentlichte Album Vie minut pois verkaufte sich ca. 70.000 mal, was ihr eine Doppelplatin-Schallplatte einbrachte. Tummat silmät ruskea tukka sowie Romantiikkaa wurden ebenfalls zu Hits. Im Jahre 1982 erschien das Album Luotan sydämen ääneen. 
In den 1980er Jahren erhielt Paula Koivunimi insgesamt neun Goldene Schallplatten. 1987 gewann sie den Emma-Preis für die beste weibliche Sängerin des Jahres.
In den 1990er Jahren sang Paula Koivuniemi viele Cover-Versionen internationaler Hits, aber auch viele eigene, oft melancholische Lieder. 
Mit der Zeit sang sie immer mehr eigene Lieder, wie Se kesäni mun, Ruusuja ja shampanjaa ja Kun kuuntelen Tomppaa. Das Album Täyttä elämää von 1991 enthielt sechs ausländische und sechs eigene Lieder, das drei Jahre später veröffentlichte  Se kesäni mun nur noch ein Cover (von zwölf Liedern). Spätere Alben bestehen fast nur aus finnischen Liedern.
1996 erhielt Paula Koivuniemi die Emma-Sonderauszeichnung.

## 2000er Jahre
Die 2000er Jahre fingen an mit dem Leidit Lavalla - projekt. Paula Koivuniemi spielte zusammen mit Katri Helena, Marion Rung und Lea Laven 16 Konzerte, die ein Publikum von insgesamt 80.000 Menschen erreichten. Das dazugehörige Album Leidit Levyllä verkaufte sich über 20.000 mal und wurde "Goldene Schallplatte". 
2003 wurde das Album "Rakastunut" (wieder mit Esa Nieminen) veröffentlicht, 2006 Yöperhonen (erneut Goldene Schallplatte) - das Lied Kuka pelkää Paulaa aus diesem Album wurde zum Dauerhit und wird bis heute bei jedem Konzert vom Publikum gewünscht. Im Jahre 2007 erschien Timantti für das Paula Koivuniemi wieder eine Goldene Schallplatte erhielt. Das im Mai 2009 erschienene Album Nainen kam kurz nach der Veröffentlichung auf den 6. Platz der finnischen Charts.
Das Provinssirock-Festival in Seinäjoki feierte 2008 sein 20-jähriges Bestehen, und Paula Koivuniemi sang dort am 15. Juni als einer der Top-Acts. Im gleichen Jahr spielte sie auch Konzerte mit Jorma Kääriäinen, Kari Tapio und dem Riku Niemi Orchestra. 2009 sang sie auf vielen wichtigen Festivals, wie dem RMJ Party Camp in Rauma.
2006 erhielt sie den Iskelmä-Finlandia Preis, und 2002 den erstmals an eine weibliche Sängerin vergebenen Anna-Liisa-Preis.

## 2010er Jahre
Am 7. April 2010 erschien das Album Rakkaudesta, welches den 3. Platz der Charts erreichte und bis Ende Mai auch den Gold-Status. Im März 2011 verließ Koivuniemi ihre bisherige Plattenfirma AXR Music und wechselte zu Warner Music Finnland. Im Herbst fing sie an, am nächsten Album zu arbeiten, welches im Mai des folgenden Jahres erschien. Das Album Matka enthält einige Pop-Songs und Balladen, die erste Single-Auskopplung Queen erschien am 19. März 2012.
Im November 2013 veröffentlichte Paula Koivuniemi ihr erstes Weihnachtsalbum mit finnischen Klassikern wie Varpunen jouluaamuna oder Konsta Jylhän joululaulu.

## Privates
Paula Koivuniemi war zweimal verheiratet. Ihr Sohn Toni Lehti, ebenfalls Musiker, trat zeitweise mit ihr zusammen auf. 

## Sonstiges
Koivuniemi ist Taufpatin der unter estnischer Flagge schwimmenden Fähre Viking XPRS.

## Diskografie

### Studioalben / Livealben
| Jahr | Titel             | Höchstplatzierung, Gesamtwochen, AuszeichnungChartsChartplatzierungen (Jahr, Titel, Platzierungen, Wochen, Auszeichnungen, Anmerkungen) | Anmerkungen                                                          |
| Jahr | Titel             | FI | Anmerkungen                                                          |
| ---- | ----------------- | --- | -------------------------------------------------------------------- |
| 1996 | Tulisielu         | FI37 (1 Wo.)FI |                                                                      |
| 1999 | Kuuntelen Tomppaa | FI30 (2 Wo.)FI |                                                                      |
| 2006 | Yöperhonen        | FI7 Gold · (5 Wo.)FI |                                                                      |
| 2007 | Yöperhonen        | FI11 Gold · (8 Wo.)FI |                                                                      |
| 2009 | Nainen            | FI6 (7 Wo.)FI |                                                                      |
| 2010 | Rakkaudesta       | FI3 (8 Wo.)FI | Erstveröffentlichung: 7. April 2010                                  |
| 2012 | Matka             | FI4 (16 Wo.)FI | Erstveröffentlichung: 27. April 2012                                 |
| 2013 | Kun joulu on      | FI7 Gold · (9 Wo.)FI | Erstveröffentlichung: 15. November 2013                              |
| 2016 | Duetot            | FI2 (15 Wo.)FI | Erstveröffentlichung: 21. Oktober 2016 Enthält ausschließlich Duette |
| 2018 | Elämästä          | FI19 (3 Wo.)FI | Erstveröffentlichung: 26. Mai 2018                                   |

Weitere Studioalben
- 1975: Leikki riittää
- 1977: Paula Koivuniemi
- 1978: Sinulle vain (FI: Gold)
- 1978: Lady Sentimental (FI: Gold)
- 1980: Vie minut pois (FI: ×2Doppelplatin )
- 1981: Sata kesää, tuhat yötä (FI: Gold)
- 1982: Luotan sydämen ääneen (FI: Gold)
- 1983: Lähdetään (FI: Gold)
- 1984: Rakkaustarina
- 1986: Ilman minua (FI: Gold)
- 1987: Hei Buona Notte (FI: Gold)
- 1989: Sen siksi tein (FI: Gold)
- 1991: Täyttä elämää
- 1993: Rakkaudella, sinun
- 1994: Se kesäni mun
- 2003: Rakastunut

### Kompilationen
| Jahr | Titel                                | Höchstplatzierung, Gesamtwochen, AuszeichnungChartsChartplatzierungen (Jahr, Titel, Platzierungen, Wochen, Auszeichnungen, Anmerkungen) | Anmerkungen                         |
| Jahr | Titel                                | FI | Anmerkungen                         |
| ---- | ------------------------------------ | --- | ----------------------------------- |
| 2001 | Kaikki parhaat (Musiikin mestareita) | FI13 (10 Wo.)FI |                                     |
| 2006 | 40 unohtumatonta laulua              | FI36 (2 Wo.)FI | Erstveröffentlichung: 27. März 2006 |

Weitere Kompilationen
- 1987: 20 toivottua levytystä
- 1988: Paula Koivuniemi
- 1989: 18 suosittua levytystä
- 1990: Santa Maria – hitit 1983–90
- 1991: Sinulle vain – 16 suosikki-iskelmää
- 1991: 21 romanttista laulua
- 1992: Toivotut
- 1993: Suomen parhaat
- 1995: 20 suosikkia – Perhonen
- 1996: Parhaat (Valitut palat)
- 1997: 20 suosikkia – Aikuinen nainen
- 1998: 20 suosikkia – Kuuleeko yö
- 2000: Leidit Levyllä
- 2001: Suuret sävelet
- 2005: Nostalgia
- 2006: Lauluja rakkaudesta
- 2008: Täydet 100
- 2008: collections
- 2009: Tähtisarja – 30 suosikkia

### Videoalben
- 2007: Estradilla Paula Koivuniemi

### Weitere Veröffentlichungen
- 2008: Kari Tapio, Paula Koivuniemi, Jorma Kääriäinen & Riku Niemi Orchestra: Vihdoinkin! (CD und DVD)